# سبك بطريقة الرغوة الضائعة

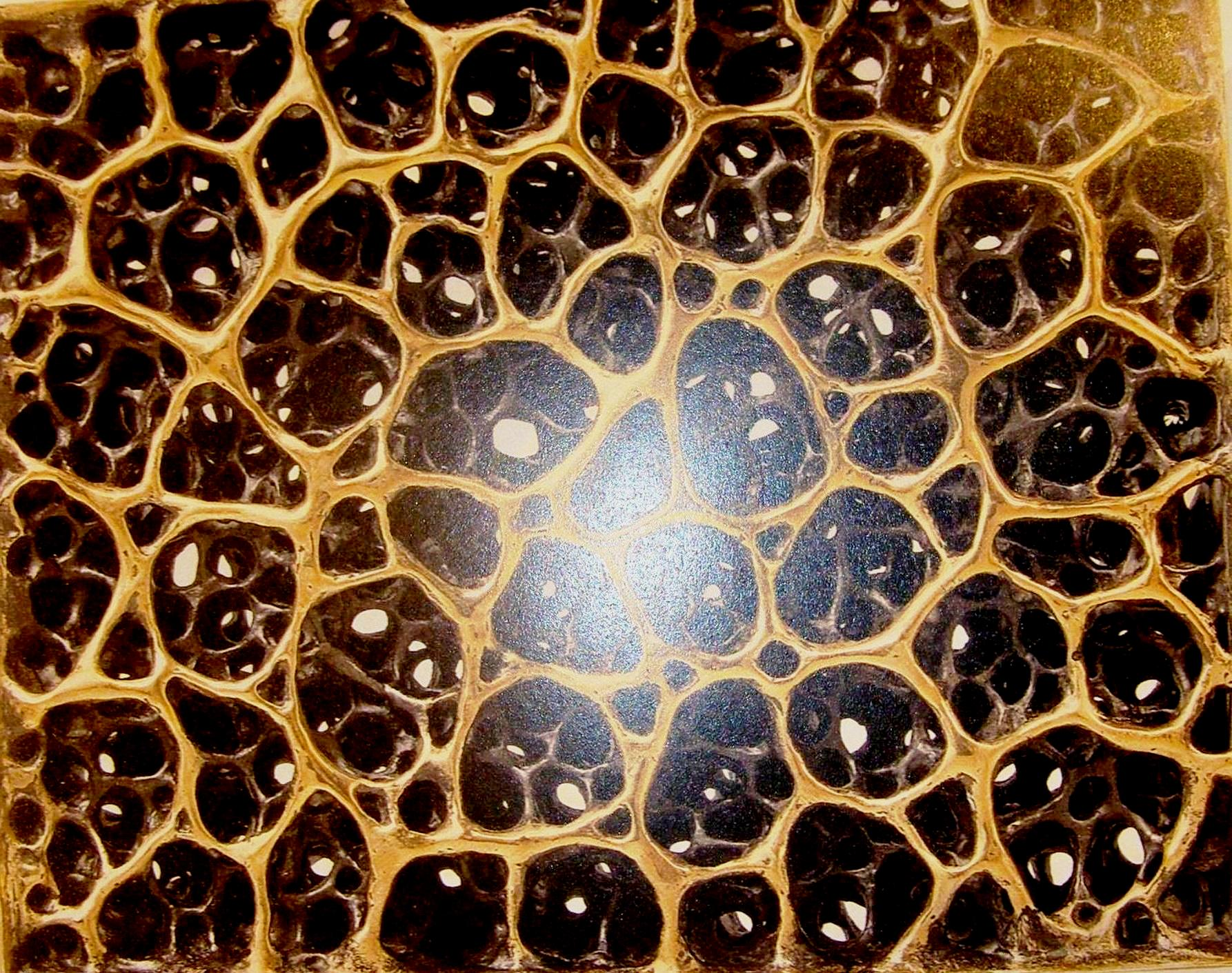
جزء من خلية السباكة البرونزية الفنية

سبك بطريقة الرغوة الضائعة هو نوع من عملية السباكة بالنموذج المتبخر شبيهة بالسباكة الدقيقة ولكن الرغوة تستخدم في قالب بدلًا من الشمع. تستخدم هذه العملية ميزة نقطة الغليان المنخفضة للرغوة لتسهيل عملية السباكة وذلك بدون الحاجة إلى إذابة الشمع وإخراجه من القالب.

## العملية
أولاً، يصنع القالب من رغوة بوليستيرين، والتي يمكن تصنيعها بطرق عدة. للأحجام الصغيرة يُشكل القالب باليد أو بواسطة الآلات من كتلة صلبة من الرغوة؛ لو كان شكل الرغوة بسيط، يمكن قطع القالب باستخدام قاطعة الرغوة بالسلك الساخن. إذا كان الحجم كبير، يمكن إنتاج القوالب بشكل صناعي بإجراء عملية تشبه حقن اللدائن. تحقن كرات متوسعة مسبقًا من بوليستيرين في قالب ألومنيوم ساخن وعلى ضغط منخفض. يوضع البخار على بوليستيرين والذي يسبب توسعه أكثر ليناسب القالب. يتكون القالب النهائي من حوالي 97.5% هواء و2.5% بوليستيرين. أحواض الصب المصنعة مسبقاً والمشايات والصاعدات يمكن حقنهم بشكل غراء ساخن في القالب كإجراء أخير.
بعد ذلك، يغلف تكتل الرغوة بالخزف الدقيق، تعرف هذه العملية أيضًا بالتغليف الحراري، بواسطة التغطيس، التغطية بالفرشاة، بالرش أو التغطية بالجريان. يصنع هذا التغليف حاجز بين سطح الرغوة الملساء وسطح الرمل الخشن. ويتحكم بالنفاذية، والتي تسمح للغاز الذي نتج عن تبخر رغوة القالب بالخروج من التغليف وإلى الرمل. التحكم بالنفاذية هي مرحلة حاسمة لتفادي تأكل الرمل. أخيراً، يشكل الحاجز لكي لا يتجاوز المعدن الذائب أو يسبب تأكل الرمل خلال عملية الصب. بعدما يجف التغليف، التكتل يوضع في زجاجة ويدّعم برمل غير مرتبط. يدمج هذا الرمل بعد ذلك باستخدام طاولة اهتزاز. وبعد دمجه، يصبح القالب جاهزاً للصب.